# Zweckverband Linkes Weserufer
Der Zweckverband Linkes Weserufer ist ein 2005 gegründeter Zusammenschluss der Kommunen Gemeinde Steyerberg und der Samtgemeinde Weser-Aue (ehemals Samtgemeinde Marklohe und Samtgemeinde Liebenau) zum Zwecke der interkommunalen Zusammenarbeit. Er nimmt derzeit folgende Aufgaben für die beteiligten Kommunen wahr:
- Personalverwaltung
- Immobilienverwaltung
- Wirtschaftsförderung
- Touristikförderung
- Kommunale Bauhöfe

Verbandsgeschäftsführer ist Dieter Korte.